# 潘广学
潘广学（1952年9月—），河北武邑人，中华人民共和国外交官，曾任中华人民共和国驻老挝人民民主共和国特命全权大使和中华人民共和国驻柬埔寨王国特命全权大使。

## 生平
潘广学毕业于北京外国语学院亚非语系老挝语专业。1975年，进入中华人民共和国外交部工作，先后在驻老挝大使馆、外交部办公厅、外交部亚洲司任职，期间赴外交学院进修二年。1996年，任驻老挝大使馆一等秘书，后升任参赞。1998年，任外交部亚洲司参赞。2000年，任外交部办公厅参赞。2003年，任驻泰国大使馆公使衔参赞。2007年3月，出任中华人民共和国驻老挝大使。2010年3月，出任中华人民共和国驻柬埔寨大使。2013年6月，自驻柬埔寨大使离任。

## 家庭
已婚，有一女。